# 单枝灯心草
单枝灯心草（学名：Juncus potaninii）为灯心草科灯心草属的植物，为中国的特有植物。分布于中国大陆的宁夏、贵州、四川、陕西、甘肃、湖北、西藏等地，生长于海拔2,300米至3,900米的地区，多生于山坡林下阴湿地和岩石裂缝中，目前尚未由人工引种栽培。

## 异名
- Juncus luzuliformis Franch. var. potaninii Buchen.